# Ilú

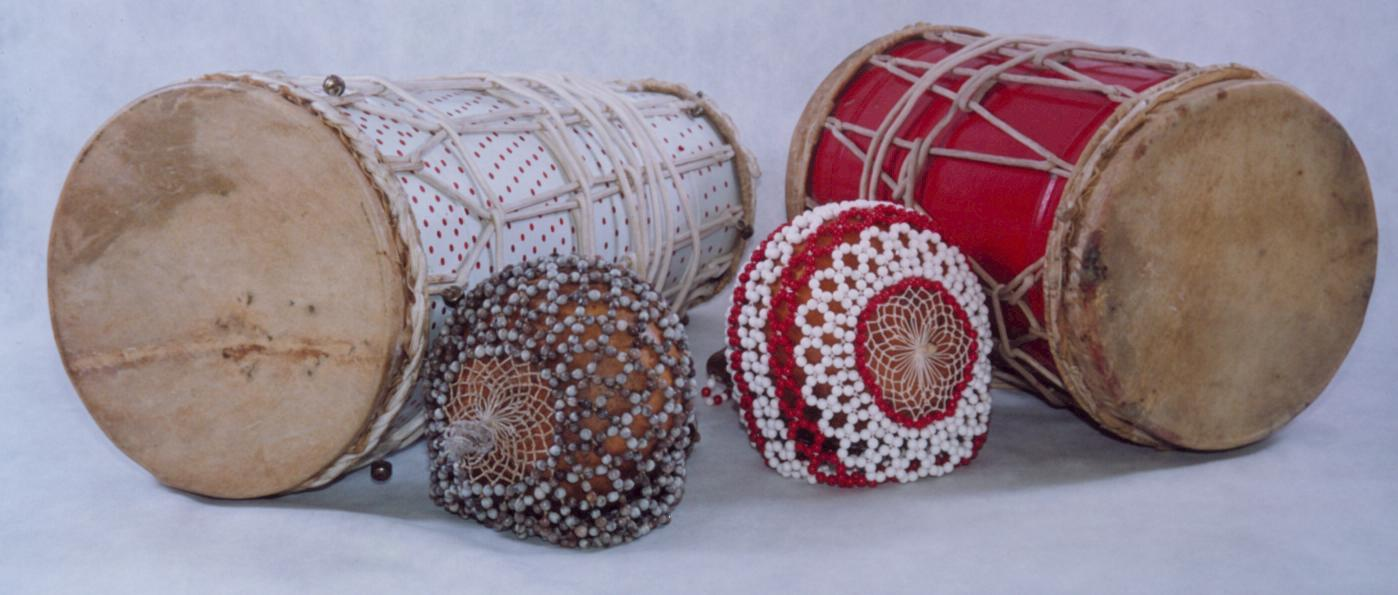
Batuque-Trommeln: Ilús, die als Handtrommeln gespielt werden (hinten) und Xequerês.

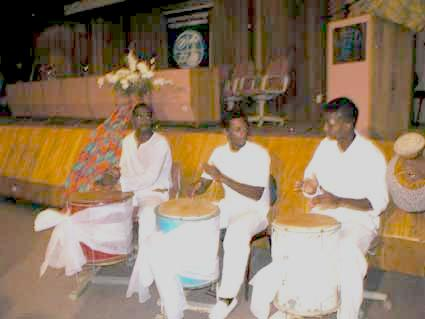
Ein Ensemble spielt Ilús im Shango-Kult in Pernambuco.

Ilús sind Handtrommeln in der brasilianischen Musik, die in der Musik der afrobrasilianischen Religion zum Einsatz kommen. Insbesondere werden sie im Batuque im Süden Brasiliens (vor allem Rio Grande do Sul) und in den Xangô-Kulten im Nordosten gespielt. Sie kommt in drei verschiedenen Tonhöhen vor und hat die gleichen Funktionen wie die Atabaques im Candomblé.
Ilús gehören im Unterschied zu den fassförmigen Atabaques zu den zylindrischen Röhrentrommeln.